# Bagheria
Bagheria település Olaszországban, Szicília régióban, Palermo megyében. Lakosainak száma 52 928 fő (2023. január 1.). Bagheria Misilmeri, Santa Flavia, Ficarazzi és Palermo községekkel határos.

## Népesség
A település népességének változása:
| Lakosok száma | 55 304 | 55 047 | 52 928 |
|               | 2016   | 2018   | 2023   |